# メリビオース
メリビオース (melibiose) は天然に存在するオリゴ糖で、ガラクトースとグルコースが α-1,6グリコシド結合で連なった還元性二糖である。
蜂蜜や大豆、テンサイなどに少量含まれている。また高い保湿力を持ち、化粧品などに使われるほか、アトピー性皮膚炎の改善効果も知られている。